# Dinamotor
Dinamotor é um sistema eletromecânico é uma fonte de bateria de acumuladores de 24 volt e um gerador alimentado por motor.